# Echipa națională de fotbal a Dominicăi
Echipa națională de fotbal a Dominicăi reprezintă Dominica în fotbalul internațional și este controlată de Asociația de Fotbal din Dominica.

## Calificări

### Campionatul mondial
- 1930 până în 1994 - nu a participat
- 1998 până în 2010 - nu s-a calificat

### Cupa de Aur
- 1991 - nu a participat
- 1993 până în 2002 - nu s-a calificat
- 2003 - s-a retras
- 2005 până în 2011 - nu s-a calificat

## Ultimele cinci meciuri
| Dată              | Adversar                   | Rezultat   | Scor | Competiție     |
| ----------------- | -------------------------- | ---------- | ---- | -------------- |
| 15 octombrie 2010 | Insulele Virgine Britanice | Victorie   | 10-0 | Cupa Caribelor |
| 17 octombrie 2010 | Republica Dominicană       | Victorie   | 1-0  | Cupa Caribelor |
| 10 noiembrie 2010 | Cuba                       | Înfrângere | 4-2  | Cupa Caribelor |
| 12 noiembrie 2010 | Antigua și Barbuda         | Egal       | 0-0  | Cupa Caribelor |
| 14 noiembrie 2010 | Surinam                    | Înfrângere | 0-5  | Cupa Caribelor |

## Antrenori
- Helmut Kosmehl  (2000)
- Don Leogal (2004-2008)
- Alex Penny  (2008)
- Christopher Ericson

## Lotul actual
1. ↑   https://www.transfermarkt.us/-/mitarbeiterhistorie/verein/16033 Lipsește sau este vid: |title= (ajutor)